# دوست دختر، دوست دختر
دوست دختر، دوست دختر (به انگلیسی: Girlfriend, Girlfriend) که با نام کانوکانو (به انگلیسی: KanoKano) نیز شناخته می‌شود. مجموعه مانگا کمدی رمانتیک نوشته و تصویرگری شده توسط هیرویوکی است که از مارس ۲۰۲۰ تا مه ۲۰۲۳ در هفته‌نامه شونن کودانشا منتشر شد و چپترهای آن در شانزده جلد تانکوبون گردآوری شده است. داستان دربارهٔ یک دانش آموز دبیرستانی است که به دوست دوران کودکی خود و دختر دیگری که به او نیز احساسات دارد، اعتراف می‌کند و وارد یک رابطه چندعشقی می‌شود.
مجموعه تلویزیونی انیمه اقتباسی ساخته استودیو تزوکا پروداکشنز از جولای تا سپتامبر ۲۰۲۱ و فصل دوم ساخته استودیو سینرژی‌اس‌پی از اکتبر تا دسامبر ۲۰۲۳ پخش شد.

## داستان
نائویا موکای دانش آموز دبیرستانی است که به تازگی با دوست دوران کودکی خود ساکی ساکی آشنا شده، روزی یکی دیگر از همکلاسی‌های او به نام ناگیسا میناس که عاشق اوست تصمیم می‌گیرد به احساساتش اعتراف کند. در ابتدا، نائویا فقط ناگیسا را به عنوان یک دوست می‌دید و به هیچ وجه احساسات عاشقانه ای نسبت به او نشان نمی‌داد، اما پس از کمی تردید، در نهایت درخواست او را برای دوست پسر شدن می‌پذیرد. نائویا تصمیم می‌گیرد که همزمان ساکی و ناگیسا را به عنوان دوست دختر داشته باشد. از آنجایی که نائویا در حال حاضر به دلیل زندگی والدینش برای کار در جای دیگری تنها زندگی می‌کند، ساکی و ناگیسا تصمیم می‌گیرند با او زندگی کنند. مانگا زندگی روزمره مدرسه آنها را دنبال می‌کند، زیرا نائویا، ساکی و ناگیسا در حفظ رابطه غیرتک همسری خود با مشکلات و چالش‌هایی روبرو می‌شوند که با ورود ریکا هوشیزاکی که وسواس شدید نائویا دائماً او را می‌ترساند، بدتر می‌شود. خیلی زود، دختر دیگری به نام شینو کیریو نیز درگیر می‌شود زیرا او نیز احساسات نافرجامی نسبت به نائویا دارد.